# تم میری (تم دهنو)
تم میری (تم دهنو) مربوط به هزاره اول قبل از میلاد است و در شهرستان کهنوج، بخش رودبار، روستای حسین‌آباد مرادخان واقع شده و این اثر در تاریخ ۲۷ مرداد ۱۳۸۲ با شمارهٔ ثبت ۹۵۸۵ به‌عنوان یکی از آثار ملی ایران به ثبت رسیده است.